# Niggli-Nunatakker
Die Niggli-Nunatakker sind eine Gruppe bis zu 1470 m hoher Nunatakker im ostantarktischen Coatsland. In der Shackleton Range ragen sie 10 km nordnordöstlich des Mount Wegener am östlichen Ende der Read Mountains auf.
Luftaufnahmen entstanden 1967 durch die United States Navy. Der British Antarctic Survey nahm zwischen 1968 und 1971 Vermessungen vor. Das UK Antarctic Place-Names Committee benannte die Gruppe am 5. Januar 1972 nach dem Schweizer Geowissenschaftler Paul Niggli (1888–1953).